# Cencio de Gregorio
Cencio de Gregorio (zm. 1157) – włoski kardynał.

## Życiorys
Urodził się w Rzymie i za pontyfikatu Eugeniusza III był niższym urzędnikiem w kurii papieskiej. Ten sam papież w marcu 1151 mianował go kardynałem diakonem S. Maria in Aquiro. W lutym 1152 został promowany do rangi prezbitera S. Lorenza in Lucina, a w kwietniu 1154 roku wybrano go na biskupa diecezji suburbikarnej Porto e Santa Rufina. Uczestniczył w papieskiej elekcji 1153 i papieskiej elekcji 1154. Na przełomie 1154/55 był jednym z legatów Adriana IV negocjujących z cesarzem Fryderykiem I odnowienie traktatu sojuszniczego z Konstancji z 1153. Sygnował bulle papieskie między 30 marca 1151 a 13 czerwca 1157; wkrótce po tej ostatniej dacie zmarł.